# كبير سومان
كبير سومان (بالبنغالية: কবীর সুমন)‏ هو موسيقي ومقدم تلفزيوني وصحفي ومغني وشاعر وسياسي هندي، ولد في 16 مارس 1949 في الهند. حزبياً، نشط في مؤتمر ترينامول لعموم الهند ‏. وقد انتخب عضو لوك سابها ‏.

## وصلات خارجية
- كبير سومان على موقع IMDb (الإنجليزية)
- كبير سومان على موقع ميوزك برينز (الإنجليزية)

- الموقع الرسمي